# Bognár Antal
Bognár Antal (Nagyfény, 1951. április 24. –) prózaíró, szerkesztő, fordító.

## Élete
Szabadkán nőtt fel, ott végezte el az Általános iskolát és elektrotechnikai szakközépiskolát 1969-ben. Az Újvidéki Egyetem Bölcsészettudományi Karának Magyar Nyelv és Irodalom Tanszékén folytatott tanulmányai alatt és után a Képes Ifjúság, az Új Symposion, a Magyar Szó, a Forum Könyvkiadó szerkesztője volt.
Áttelepülése után, 1991-től a magyar sajtóban olvasószerkesztő.[mikor?]
Szerb és horvát prózaírók műveit fordította magyarra.

## Díjai
Álmok a halálban (1986) című regényére Újvidéken Híd-díjat kapott.
2016-ban Budapesten megkapta a Cédrus Művészeti Alapítvány Napút Hetedhét-díját a szerb prózaírók tolmácsolásáért. 2020-ban Szivácon Bazsalikom Műfordítói Díjat kapott ugyanezért.

## Könyvei
- Textília. Forum, Újvidék, 1976
- Esélyek könyve. Forum, Újvidék, 1983
- Eligazodni. Forum, Újvidék, 1984
- Álmok a halálban. Forum, Újvidék, 1986
- Boldog és szomorú történetünk. Kráter Műhely Egyesület, Budapest, 1994
- Túlélők. Present, Budapest, 1999
- Levélnehezék. Masszi, Budapest, 2001
- Tartozás. Napkút, Budapest, 2012, 2016
- Még beszél. Napkút, Budapest, 2015
- A gurítónál. Napkút, Budapest, 2018
- Mesés éveink. Napkút, Budapest, 2020